# Camilo Rojo
Camilo de Jesús Rojo (San Juan, 9 de enero de 1819 - marzo de 1886) fue un comerciante y político argentino, líder del partido unitario y gobernador de la provincia de San Juan.

## Biografía
Hijo del dirigente unitario Rudecindo Rojo y Jacinta Angulo y Atencio, fue empleado del comercio de su padre, y luego su socio.
En 1852 apoyó al partido unitario que derrocó al caudillo Nazario Benavídez, aunque al regreso de este al poder – pocas semanas más tarde – fue nombrado juez de paz. En 1858 fue inspector de agricultura del gobernador Gómez. Tras la caída de este, se exilió en Chile durante el gobierno de José Antonio Virasoro. En 1860 apoyó la revolución contra este y fue nombrado juez de la corte de justicia provincial; huyó después de la derrota de Rinconada del Pocito.
Regresó en 1862, durante el gobierno de Domingo Faustino Sarmiento, que lo nombró inspector de policía; se convirtió en un seguidor incondicional del futuro presidente, por lo que lo incluyó en casi todas las numerosas comisiones que fundó. Fue proveedor del Ejército Argentino, construyó el cementerio municipal, y fue su enviado a Buenos Aires a reclamar una deuda a la Nación. Renunció bajo el gobierno de Santiago Lloveras y fue elegido diputado provincial. Se convirtió en uno de los dirigentes más activos del partido liberal.
Fue elegido gobernador en octubre de 1864 – el quinto gobernador en un menos de un año – y nombró como ministros a Ruperto Godoy y José María del Carril. Atendió la extensión de las escuelas primarias, fundó la primera biblioteca pública, nacionalizó el colegio de la ciudad capital, levantó una estadística general sobre población, agricultura y riego, y fundó la cárcel de mujeres. Fundó el hospital de San Roque y dio mucha importancia al diario El Zonda, del que hizo una publicación oficial. Levantó el primer puente sobre el río San Juan e instituyó un sistema de riego proporcional a la superficie sembrada. Proporcionó unos 800 soldados a la guerra del Paraguay.
Al estallar la Revolución de los Colorados en Mendoza, llamó en su ayuda al coronel Julio Campos, gobernador de La Rioja, pero este fue derrotado en Pocito en enero de 1868. Rojo huyó a Córdoba y fue reemplazado por el coronel Juan de Dios Videla, que apoyó la ocupación de San Luis, por el general Juan Saá. Pero, tras participar en la derrota federal en la batalla de San Ignacio, Saá y Videla huyeron a Chile, y Rojo regresó al gobierno.
Persiguió duramente a todos los que hubieran colaborado con el gobierno federal, pero eso le ganó el odio de quienes se habían visto obligados a participar en las acciones de los federales. En agosto fue obligado a renunciar.
Fue reemplazado por Lloveras, y enseguida por su amigo Manuel Zavalla. Más tarde fue el jefe de la oposición contra el gobernador Del Carril, y apoyó la fracasada revolución de Zavalla contra este.
En 1868 consiguió un contrato de concesión de construcción de líneas telegráficas, que llevó de Córdoba hacia el norte, llegando a Jujuy. Enfermó de paludismo y debió ser internado en Buenos Aires, pero el doctor Ignacio Pirovano logró salvarle la vida.
Fue presidente de la convención reformadora de la Constitución provincial en 1875, pero renunció al fracasar en las reformas que propuso. Dos años más tarde dirigió una campaña para llevar a Sarmiento al gobierno provincial, pero este se negó a ser candidato. Después de eso se retiró de la actividad política.
Falleció en San Juan en marzo de 1886.